# The Gay Shoe Clerk
The Gay Shoe Clerk è un cortometraggio muto del 1903 diretto da Edwin S. Porter. 

## Trama
Una giovane donna entra in un negozio di scarpe, accompagnata da un'anziana signora. Mentre la signora comincia a leggere, la giovane cliente si siede e alza il piede, invitando il negoziante a farle provare la pantofola a tacco alto che vorrebbe acquistare. Lo macchina da presa indugia in un primo piano della caviglia della giovane donna mentre l'impiegato le lega i lacci. La gonna della donna si alza lentamente, rivelando la caviglia e la gamba. Il negoziante allora bacia la giovane, che lo bacia a sua volta. Vedendo il loro abbraccio, la donna anziana si alza e picchia l'impiegato in testa con l'ombrello, mettendo in fuga il negoziante mentre lei trascina fuori la giovane.

## Produzione
Il cortometraggio si basa sull'esempio di altri due film: No Liberties, Please (1902) della Biograph (in cui un giovane viene punito per le sue avance in pubblico a una donna) e As Seen Through a Telescope di George Albert Smith (1900), in cui la telecamera assume il punto di vista di uno dei personaggi.